# قاموس علم العملات
قاموس علم العملات هذا المصطلح في علم العملات هو قائمة تعريفات بالمصطلحات والمفاهيم ذات الصلة بعلم العملات وجمع العملات وكذلك المجالات الفرعية والتخصصات ذات الصلة مع تفسيرات موجزة للمبتدئين أو المحترفين.
علم العملات (اليونانية القديمة: νομισματική العلم النقدي) (بالألمانية: Naqā'ār al-ḥamīyah, yāʿ ...) في حين أن علماء العملات غالبًا ما يتميزون بدراسة العملات المعدنية فإن هذا التخصص يشمل أيضًا دراسة أنواع أخرى من الأموال مثل الأوراق النقدية وشهادات الأسهم والميداليات والميداليونز الكبيرة والرموز (يشار إليها أيضًا باسم إكسونوميا).
تشمل المجالات الفرعية والمجالات ذات الصلة بعلم العملات ما يلي:
- علم العملات المعدنية دراسة الأشياء التي تشبه العملات المعدنية مثل العملات الرمزية والميداليات وغيرها من العناصر المستخدمة بدلاً من العملة القانونية أو لإحياء الذكرى.
- نوتافيليا دراسة النقود الورقية أو الأوراق النقدية.
- علم الطوابع البريدية دراسة الطوابع البريدية.
- سكريبوفيليا دراسة وجمع شهادات أسهم الشركات والسندات.

## A
أدجاسمنت

برد قطعة معدنية فارغة حتى تصل إلى الكتلة الصحيحة قبل سكها، كما هو موضح بعلامات الملف. غالبًا ما تظل علامات الملف ظاهرة على سطح العملة حتى بعد سكها.

ألاينس كوينج

عملات معدنية تُسكّها حكومتان أو أكثر بالتعاون مع بعضهما البعض. ومن الأمثلة على ذلك عملات اليورو المعدنية.

آلوي

خليط متجانس من عنصرين كيميائيين أو أكثر حيث يمتلك المركب الناتج خصائص معدنية. من سبائك العملات المعدنية الشائعة النيكل النحاسي (النحاس والنيكل) والبرونز (النحاس والقصدير).

آلترت ديت

تاريخ زائف يُوضع على عملة معدنية للاحتيال على هواة جمع العملات عادةً لزيادة قيمتها. غالبًا ما يُكتشف هذا التزوير بسهولة باستخدام عدسة مكبرة.

أنيبغرافيك كوين

عملة معدنية بدون نقش أو كتابة. استخدمت العديد من العملات القديمة صورة حيوان بسيطة فقط لإظهار قيمتها أو وزنها.

أنيلينغ

عملية تسخين وتبريد المعدن بطريقة متكررة لتخفيف الضغوط. تُجرى هذه العملية عادةً باستخدام قوالب معدنية لجعل المعدن أقل هشاشة قبل الدق.

آسسي

اختبار للتأكد من وزن ونقاء العملة المعدنية.

آتريبيوشن

معرف للعملة المعدنية مثل التاريخ أو دار سك العملة أو الفئة أو الصنف.

## B
باغ مارك

علامة سطحية أو خدش على عملة معدنية، عادة من اتصالها بعملات معدنية أخرى في كيس السك. غالبًا ما تُرى على العملات الذهبية أو الفضية الكبيرة.

بانكرز مارك "علامة مصرفية"

علامة صغيرة countermark تُلصق على عملة معدنية من قِبل بنك أو تاجر للدلالة على أنها أصلية وذات وزن قانوني. توجد هذه العلامات على العملات القديمة والعصور الوسطى، بالإضافة إلى العملات الفضية المتداولة في الصين واليابان، حيث تُعرف باسم علامات القطع.

بيس ميتل فلز وضيع

أي معدن غير ثمين أو سبيكة alloy لا تحتوي على ذهب أو فضة. تشمل المعادن الأساسية الشائعة المستخدمة في سك العملات نيكل ونحاس.

بيدنغ "الديكور"

حدود نقطة مرتفعة على طول حافة العملة المعدنية.

بيلن

سبيكة منخفضة الجودة من الذهب أو الفضة مع نسبة عالية من معدن آخر عادةً النحاس. غالبًا ما ينتج البيليون استجابةً لانخفاض مفاجئ في قيمة العملات الفضية المتداولة بسبب تضخم مفرط.

بيلن كوين

عملة معدنية مركزها من نوع واحد من المعادن وحلقة خارجية من معدن مختلف. ومن الأمثلة على ذلك عملات اليورو 1 و2 يورو وعملة الدولار الكندي "توني" فئة الدولارين.

بلانك

1.  قرص معدني مُجهز ليختم تصميم العملة عليه.

2.  الجانب غير المضروب أو المسطح من uniface عملة أو ميدالية أحادية الوجه.

براس

سبيكة ذات أساس نحاس alloy مع زنك.

بروكاج (خطأ سك)

كان يشير في الأصل إلى المعدن المهدر في إنتاج العملات المعدنية، والآن يعني العملات المعدنية التي تم ضربها عندما تظل العملة السابقة عالقة في قالب، مما يخلق انطباعًا بالثقب في العملة المعدنية التالية المضروبة (وهذا موجود بشكل أساسي في العملات المعدنية القديمة).

برونز

سبيكة alloy ذات أساس من نحاس مع قصدير.

بوليون

المعادن الثمينة (البلاتين والذهب والفضة) على شكل قضبان أو سبائك أو صفائح أو في أي سياق حيث يعتبر الوزن بمثابة تقييم.

بوليون كوين

المعادن الثمينة على شكل عملات معدنية تحدد قيمتها السوقية بناءً على محتواها المعدني وليس ندرتها.

بوليون فاليو "قيمة السبائك"

القيمة السوقية الحالية لمحتوى المعدن النفيس الخام في عملة معدنية. على سبيل المثال تبلغ قيمة سبائك العملات الفضية الكندية المسكوكة بين عامي 1920 و1966 اثني عشر ضعفًا من قيمتها الاسمية عندما كان سعر أونصة الفضة 20 دولار أمريكي.

بيزنس سترايك "إضراب تجاري"

عملة مخصصة للاستخدام اليومي في التجارة.

## M
ماستر داي "قالب السيد"
قالب أصلي العاملة هاب يصنع عن طريقه.
موندي مني "أموال طائلة"
هدية سنوية تُقدّم في خميس العهد وهي مجموعة من العملات الفضية الخالصة تُصنّعها دار سك العملة الملكية ويُوزّعها الملك شخصيًا على فقراء كانتربيري. يعكس عدد المجموعات الموزعة عمر الملك في ذلك الوقت.
ميدال ألايمنت
طريقة لسكّ العملات المعدنية حيث يكون وجه العملة وظهرها في نفس الاتجاه. على سبيل المثال تتميز العملات البريطانية ومعظم عملات الكومنولث الأخرى وعملات اليابان وعملات اليورو بتوجه ميدالي. تباينمحاذاة العملة.
ميدالية-عملة
انظر أن سي أل تي..
ميلد كوينيج
عملات مسكوكة آليًا. على عكس العملات المطروقة والعملات المصبوبة.
ميلد إدج

حافة العملة المعدنية مع خطوط محفورة طولياً حول المحيط.

منت
منشأة صناعية تقوم بتصنيع العملات المعدنية..
مينت إرور
عملة معيبة أنتجتها دار سك العملة.
منت لستر "بريق السك"
"الصقيع" اللامع على سطح عملة غير متداولة أو في حالة سك.
منت مارك "علامة السك"
حرف صغير أو رمز آخر منقوش على عملة معدنية، يشير إلى تاريخ سكّها. من الأمثلة على ذلك حرف "S" الذي يرمز إلى سان فرانسيسكو على العملات الأمريكية أو حرف "A" الذي يرمز إلى باريس على العملات الفرنسية.
منت رول
عملات معدنية سكوها حديثًا ملفوفة في لفات بكمية معينة من دار سك العملة أو الجهة المصدرة.
منت ست
مجموعة من العملات المعدنية غير المتداولة والتي تعبئها وتبيعها دار سك العملة.
منت ستيت (MS)
مصطلح آخر لـغير متداول أو زهرة العملة يُستخدم عادةً في أمريكا الشمالية. تتراوح الظروف بين MS-60 وMS-70.
ميس-سترايك
ضرب العملة المعدنية خارج المركز.
مونستر بوكس "صندوق الوحش"
صندوق شحن بلاستيكي كبير لعملات السبائك الفضية يتسع لـ 500 عملة. تشحن عملات النسور الفضية الأمريكية في صناديق خضراء ضخمة بينما تشحن عملات أوراق القيقب الكندية في صناديق حمراء ضخمة.
موتو
عبارة أو صياغة ملهمة. تشمل الأمثلة "نثق بالله" منقوش على العملة الأمريكية أو "Liberté, égalité, fraternité" منقوش على العملة الفرنسية.
ميوول
عملة معدنية ضربها قالبين ولم يكن من المقصود استخدامهما معًا على الإطلاق.

## V
فريتي "مجموعة منوعة"

تفاصيل دقيقة لتصميم العملة المعدنية تُميّزها عن الإصدارات العادية. تتنوع العملات نتيجةً للتصميم المقصود (die variety) أو غير المقصود 
(mint-made error) التعديلات على تصميم العملة الأساسية التي تحدث أثناءdie مرحلة الإنتاج.

## Y واي
يير ست (مجموعة السنة)

مجموعة من العملات المعدنية لأي سنة محددة تحتوي على عملة واحدة من كل فئة من فئات تلك السنة.

## Z زد
زنك

معدن رماديّ رخيص الثمن يُخلط عادةً مع النحاس لصنع عملات النحاس الأصفر ويُستخدم أيضًا في صورته النقية لعملات الطوارئ عند نفاد معدن العملات المعتاد بسبب الحرب أو غيرها من الأزمات الخطيرة. كانت معظم العملات التي سُكّت في أوروبا خلال فترة الاحتلال النازي مصنوعة من الزنك المطلي بالقصدير.

## الفهرس
- قاموس عالم العملات (٧ أبريل ٢٠٠٧)
- قاموس.كوم
- دليل عملات الولايات المتحدة الأمريكية بقلم آر إس ييومان(ردمك 0-7948-1790-4)
- دليل أسعار الأوراق النقدية الأمريكية لعام 2005 (بلاك بوك)(ردمك 1-4000-4839-7)
- "مصطلحات وأساليب علم العملات" من الجمعية الأمريكية لعلم العملات (مؤرشف في ١٩ فبراير ٢٠٠٧)
- الدليل المصوّر الكامل للعملات المعدنية وجمعها للدكتور جيمس ماكاي،(ردمك 0-681-45952-2) .